# John Burnet (Maler)

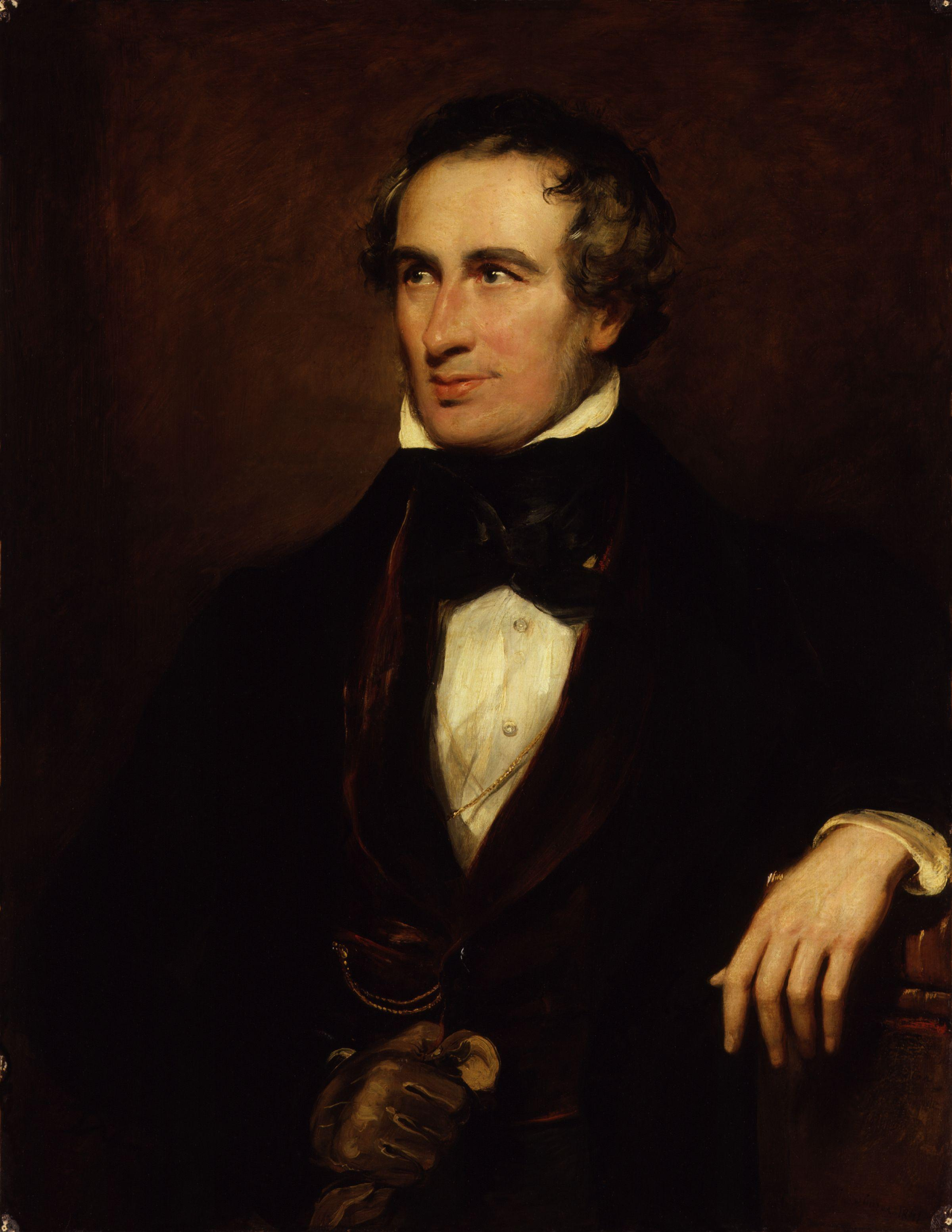
Porträt von John Burnet, William Simson, 1841

John Burnet (* 20. März 1784 in Musselburgh bei Edinburgh; † 29. April 1868 in Stoke Newington, London) war ein schottischer Maler, Kupferstecher, Radierer und Kunstschriftsteller.

## Leben
Burnet war der Sohn von George Burnet, der aus Borrowstouess stammte und dessen Frau Anne (geborene Cruikshank), einer Schwester des Anatomen William Cumberland Cruikshank. Er hatte sechs Schwestern und vier Brüder. Der Jüngste Bruder war der schottische Landschafts- und Tiermaler James Burnet (geboren 1788; gestorben am 27. Juli 1816), der 1810 nach London ging und die alten holländischen Meister studierte.
Burnet war zunächst sieben Jahre lang ein Schüler des Kupferstechers Robert Scott (1771–1841) in Edinburgh und ließ sich an der dortigen Trustees Academy bei John Graham als Maler ausbilden. Hier lernte er auch William Allan und David Wilkie kennen. Seine Arbeitszeit bei Scott, von sieben Uhr am Morgen bis acht Uhr am Abend ließ ihm wenig Freizeit.
Er kam 1805 nach London, wo er sich 1810 durch die Wiedergabe der Bilder The Jew’s Harp und später von The Blind Fiddler seines Freundes David Wilkie, einen Namen als Kupferstecher machte. Er war unter anderem als Illustrationsstecher für The beauties of England and Wales von Edward Wedlake Brayley und John Britton, für Elizabeth Inchbalds The British Theatre tätig. Er fertigte Stiche von Gemälden Rembrandts und anderer namhafter Künstler.
1813 ging er nach Paris, um sich durch das Studium der Meisterwerke im Louvre weiter zu bilden. Weitere bedeutende Kupferstiche von ihm sind Reproduktionen der Raffaelschen Kartons, die damals noch im Hampton Court Palace waren und später in das Museum in South Kensington kamen.

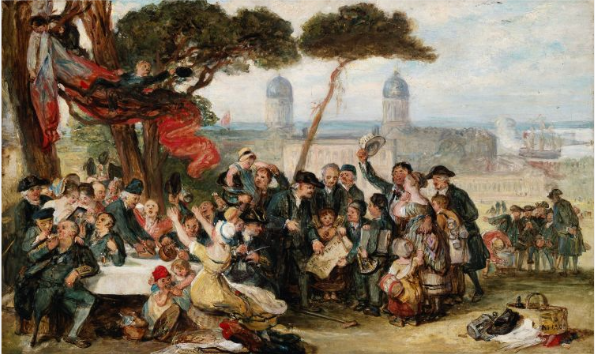
Greenwich Pensioners

Als Maler schuf er kleine Genrebilder wie Die Invaliden von Greenwich, Die kleinen Vögel, Das Brettspiel, Die Schlacht von Waterloo und andere. Über seine Fähigkeiten als Maler waren die Urteile sehr unterschiedlich, so beschrieb Friedrich Müller ihn als: „ein trefflicher Genremaler und ausgezeichneter Stecher mit der Nadel und dem Grabstichel“ bezeichnet und sich dabei unter anderem auf sein Gemälde die Pensionäre von Greenwich bezieht schrieb Maurice W. Brockwell später: „Als Maler erlangte er eine gewisse Berühmtheit durch das Ölbild „Greenwich Pensioners“ […] zeigte dieses Gemälde freilich so erhebliche technische Schwächen, dass seine einstige Berühmtheit kaum noch begreiflich erscheint.“ Darüber hinaus war er ab 1815 als Autor tätig. So gibt es von ihm eine fünfbändige Reihe von Lehrbüchern über verschiedene Kunstzweige sowie eine Reihe von Aufsätzen zu Künstlern und zur Malerei.

## Werke (Auswahl)
- Landscape painting in oil colours explained in letters on the theory and practice of the art. David Bogue, London 1849 (archive.org).
- Rembrandt and his works. Comprising a short account of his life. With a critical examination into his principles and practice of design, light, shade, and colour. Illustrated by examples from the etchings of Rembrandt. David Bogue, London 1849 (archive.org).
- Practical hints on portrait painting: illustrated by examples from the works of Vandyke and other masters. David Bogue, London 1850 (archive.org).
- John Burnet’s Prinzipien der Malerkunst. Erläutert durch Beispiele nach den größten Meistern der italienische, niederländischen und anderer Schulen. Mit vielen Illustrationen in Stahlstichen. Aus dem Englischen von Adolph Görling. Payne, Leipzig im zehn Bänden ab 1853.

Kupferstiche (Auswahl)
- Balneum Bathsebae. (Bathseba im Bade) nach Rembraiidt
- 7 Blatt Die Cartons des Raphael
- The Battie of Waterloo nach J. A. Atkinson und A. W. Devis
- The Battie of Trafalgar. nach William Turner
- The blind Fiddler nach D. Wilkie